# Villa Deportiva Nacional
 (juillet 2017).
Si vous disposez d'ouvrages ou d'articles de référence ou si vous connaissez des sites web de qualité traitant du thème abordé ici, merci de compléter l'article en donnant les références utiles à sa vérifiabilité et en les liant à la section « Notes et références ».

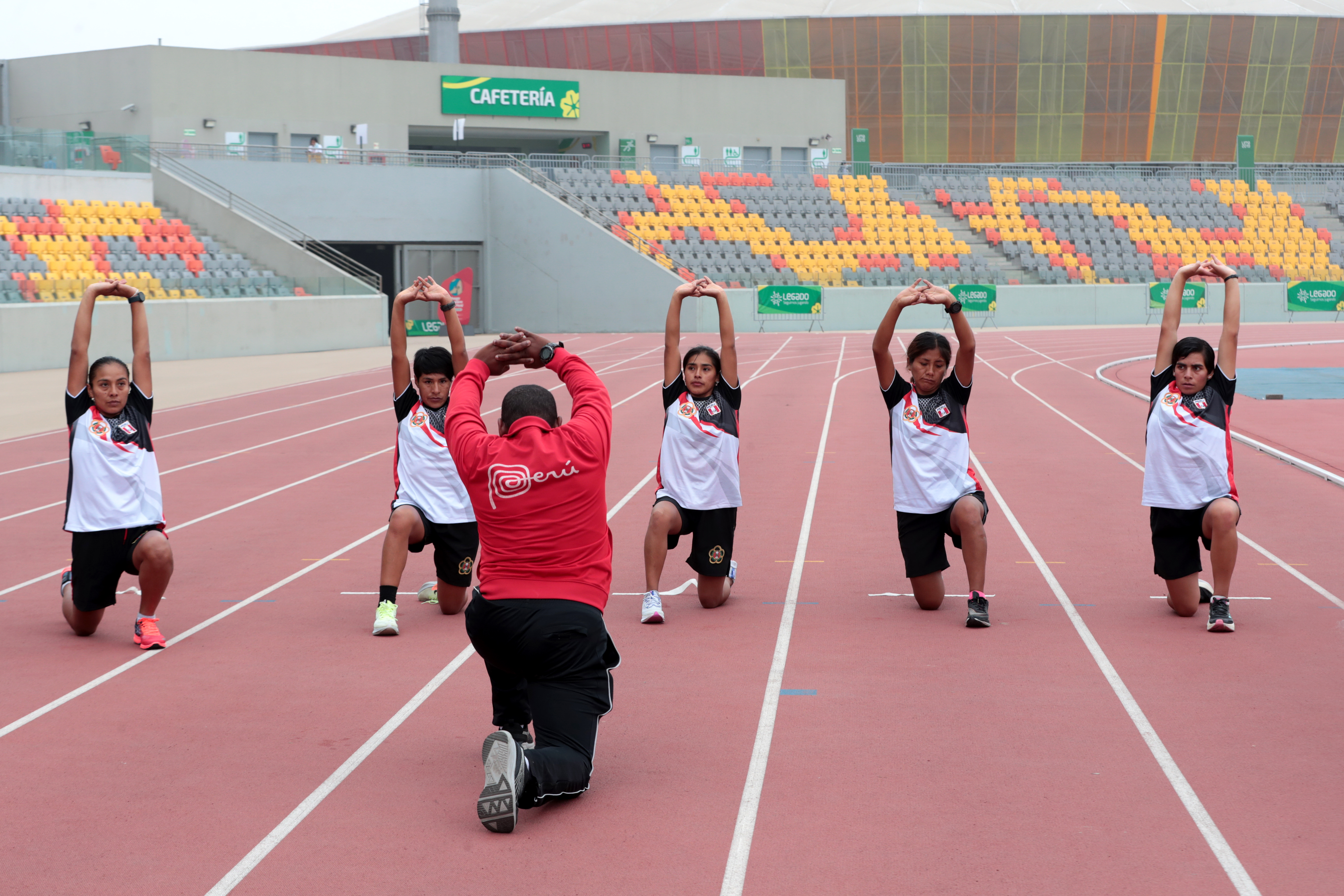
Entraînement à la Villa Deportiva Nacional.

La Villa Deportiva Nacional est un complexe sportif connu également sous l'acronyme VIDENA.
Il constitue avec l'Estadio Nacional, un des principaux sites sportifs du Pérou[réf. nécessaire], dans le district de San Luis, à Lima.

## Historique
Il a été terminé en 1993, sous la présidence de Alberto Fujimori.
Une importante restructuration des installations était prévue avec la candidature de Lima pour les Jeux panaméricains de 2015 qui ont eu lieu finalement à Toronto, et pour ceux de 2019.